# Pablo Pérez (escritor)
Pablo Pérez (1966) es un escritor argentino considerado un autor de culto.
Su primera obra fue la novela autobiográfica Un año sin amor (1998), en que narra a través de entradas de diario un año de su vida mientras afronta su diagnóstico de VIH, así como sus salidas de cruising en cines pornográficos gay y sus visitas a fiestas sadomasoquistas. La obra fue adaptada en la película del mismo nombre por la directora Anahí Berneri, con el actor Juan Minujín en el papel protagónico.
A finales de los 90 publicó por entregas en formato de folletín su segunda novela, El mendigo chupapijas, bajo la editorial Belleza y Felicidad de Fernanda Laguna. La obra, que entre otras temáticas explora el sadomasoquismo, está narrada a través de diálogos, entradas de diario, narración en tercera persona y correos electrónicos. El libro fue reescrito por Pérez y publicado como libro en 2006 por la editorial Mansalva.
En 2015 publicó la novela epistolar Querido Nicolás, una suerte de precuela de Un año sin amor que se desarrolla durante los años que Pérez vivió en París. La obra retoma algunas de las temáticas recurrentes de su escritura, entre ellas los fetiches, los vínculos familiares y el VIH, particularmente el momento en que Pérez se entera de que se ha contagiado del virus.
Pérez ha sido abierto sobre su diagnóstico de VIH positivo desde que recibió la noticia en 1990, cuando vivía en París. Durante tres años publicó una columna semanal titulada Soy positivo en el diario argentino Página/12, en la que hablaba sobre las experiencias de diferentes personas que viven con el virus. En 2018 reunió estas columnas en el libro Positivo: Crónicas del VIH.

## Obras
- Un año sin amor (1998)
- El mendigo chupapijas (2006)
- Querido Nicolás (2016)
- Positivo: Crónicas del VIH (2018)